# Уявіум (фільм)
«Уявіум» (англ. Imaginaerum) - фінсько-канадський музичний фантастичний фільм сценариста і режисера Стобі Харью за сценарієм та пісням Туомаса Холопайнена. Фільм є суміжним проектом з однойменним альбомом Imaginaerum групи Nightwish.

## Зміст
Хто з нас у дитинстві не мріяв потрапити в чарівну країну? У країну, де все можливо. Де виконуються найбільш нездійсненні мрії, зустрічаються незвичайні істоти і відбувається справжнісіньке Чарівництво. Тепер ваші мрії можуть здійснитися! Не важливо, скільки вам років. Не важливо, чи вірите ви в сніговиків, що вміють розмовляти, і в те, що люди можуть літати. Просто прочиніть ці двері і перед вами опиниться Імаджинаріум, де все можливо.

## Ролі
У фільмі знімалися фінські актори, а також учасники групи Nightwish:
- Френсіс Маккарті
- Куїнн Лорд
- Маріанн Фарлі
- Джоанна Нойес
- Ілкка Віллі
- Кейанна Філдінг
- Рон Ліа
- Вікторія Джанг
- Елен Робітей
- Стефан Демерс
- Анетт Ользон
- Марко Хієтала
- Туомас Холопайнен
- Емппу Вуорінен
- Юкка Невалайнен
- Трой Доноклі

## Історія створення
На початку осені 2008 року Туомас Холопайнен, лідер Nightwish вперше озвучив ідею фільму товаришам по групі і сценаристу Стобі Харью, з яким група працювала над кліпом «The Islander». Харью відразу сподобалася концепція: оригінальна ідея Холопайнена полягала в тому , щоб зняти відеокліп для кожного з тринадцяти пісень альбому Imaginaerum, але Харью запропонував також додати текст. Вони почали трудитися над створенням фільму, Харью написав 70-сторінковий проект сценарію на основі оригінальних ідей Холопайнен. Було вирішено, що замість набору окремих кліпів, вони повинні створити повноцінний фільм з великою історією. Фільм був розроблений паралельно з альбомом.
|                     | Я хотів показати фільм про радість бути живим і краси світу |
| — Туомас Холопайнен |                                                             |

## Цікаві факти
- Назва лікарні, в якій міститься вмираючий Томас Уїтмен - «Poet County General Hospital». Це відсилання до кліпу на пісню Lift фінської альтернативної рок-групи Poets Of The Fall, знятому режисером фільму Стобі Харью. У ньому учасники групи постають в образі ув'язнених вигаданої тюрми «Poet County Jail».

## Знімальна група
- Режисер — Стобі Харью
- Сценарист — Стобі Харью
- Продюсер — Ніл Данн, Юкка Хелле, Андре Руле
- Композитор — Туомас Холопайнен